# اسلام‌آباد (سرباز، یک)
اسلام‌آباد روستایی در دهستان سرباز بخش سرباز شهرستان سرباز استان سیستان و بلوچستان ایران است.

## جمعیت
بر پایه سرشماری عمومی نفوس و مسکن در سال ۱۳۹۵ جمعیت این مکان ۲۷۸ نفر (۶۲ خانوار) بوده‌است.